# The Nightfly
The Nightfly é o álbum de estréia do cantor e compositor americano Donald Fagen. Produzido por Gary Katz, foi lançado em 1 de outubro de 1982 pela Warner Bros Records. Anteriormente, Fagen era mais conhecido por seu trabalho no grupo Steely Dan, com quem teve uma carreira de sucesso nos anos 70. A banda se separou em 1981, levando Fagen a seguir carreira solo. Embora The Nightfly inclua uma equipe de produção e músicos que tocaram nos álbuns do Steely Dan, foi o primeiro lançamento de Fagen sem o amigo de longa data Walter Becker.
Ao contrário da maioria dos trabalhos anteriores de Fagen, The Nightfly é quase descaradamente autobiográfico. Muitas das canções se relacionam com o humor cautelosamente otimista de sua infância suburbana no final dos anos 1950 e início dos anos 1960, e incorporam temas como apresentadores de programas de jazz noturnos, abrigos nucleares e férias tropicais. Gravado ao longo de oito meses em vários estúdios entre Nova York e Los Angeles, o álbum é um dos primeiros exemplos de uma gravação totalmente digital na música popular. A tecnologia nascente, assim como a natureza perfeccionista de seus engenheiros e músicos, tornaram difícil a a tarefa de gravar o álbum.
The Nightfly foi bem recebido, tanto criticamente quanto comercialmente. Foi certificado como Disco de Platina nos Estados Unidos e no Reino Unido, e gerou dois singles populares como "I.G.Y.", que alcançou o Top 40 na Billboard Hot 100 e o favorito da MTV "New Frontier". Entre os críticos, The Nightfly ganhou aclamação generalizada e recebeu sete indicações no Prêmio Grammy de 1983. A relativamente discreta, mas duradoura, popularidade de The Nightfly levou Robert J. Toth, do Jornal The Wall Street, em 2008, a apelidar o álbum de "uma das obras-primas mais pop da música pop".

## Contexto de Gravação do Álbum
Donald Fagen, nascido em Passaic, Nova Jersey, em 1948, cresceu com afinidade pela música. Quando criança, gostava de ouvir os pioneiros do Rock and Roll, como Chuck Berry e Fats Domino, mas notou que, à medida que o Rock ganhava popularidade, sentia pessoalmente que perderia uma vantagem. Sendo um garoto "solitário", voltou-se para shows de rádio de jazz noturnos pela vitalidade que sentia que a nova música não tinha. Mais velho, pretendia ir a faculdade cursar literatura. Em vez disso, ele foi "arrastado" para a Contracultura no Bard College, onde conheceu Walter Becker. Mais tarde, eles se mudaram para Los Angeles por sugestão de seu amigo Gary Katz, e assumiram os cargos de compositores da gravadora ABC Records. Juntos, eles formaram a banda Steely Dan, lançando seu primeiro álbum, Can't Buy a Thrill, em 1972. Ao longo da década, a banda se tornou um enorme sucesso com a força dos álbuns Countdown to Ecstasy (1973), Pretzel Logic (1974), Katy Lied (1975), The Royal Scam (1976), e Aja (1977), o magnum opus da banda. Gradualmente, a dupla abandonou as apresentações ao vivo para trabalhar somente no estúdio, tornando o projeto uma seleção rotativa de músicos de sessão a mando de Fagen e Becker.
O relacionamento deles ficou tenso durante a produção do álbum Gaucho de 1980, em grande parte devido à sua insistência pela perfeição. Além disso, Becker estava no meio de um problema com drogas e passou por um estágio de retirada, como recordado por ambos mais tarde, parecia deprimido. Embora Fagen tenha imaginado que eles poderiam "ficar de fora por um tempo", ele admitiu a Robert Palmer, do New York Times, em um artigo publicado em 17 de junho de 1981, que o grupo de fato se separara. "Basicamente, nós decidimos, depois de escrever e tocar juntos por 14 anos, que poderíamos usar uma mudança mondaire como dizem os franceses", disse ele a Palmer. Após a separação, Fagen trabalhou em uma música para a trilha sonora do filme Heavy Metal, que o levou de volta ao estúdio. Ele começou a trabalhar para um álbum solo pouco depois. "Trabalhar nisso tem sido interessante. O fato de não ser um álbum do Steely Dan me libertou de uma certa imagem, uma ideia preconcebida de como isso soará", disse ele na época. Fagen esperava gravar música por conta própria "um ano ou mais" antes do rompimento da dupla. O álbum foi originalmente programado para ser intitulado Talk Radio.

## Gravação e Produção
The Nightfly foi gravado em 1981-82 no Estúdio Soundworks Digital Audio/Video Recording Studios e no Automated Sound em Nova York, e no Village Recorders em Los Angeles. O produtor foi Gary Katz, o engenheiro do álbum foi Roger Nichols e o mixador foi Elliot Scheiner; todos trabalharam na maioria dos sete álbuns anteriores do Steely Dan. Muitos dos músicos também tocaram nos discos de antiga banda de Fagen, incluindo Jeff Porcaro, Rick Derringer e Larry Carlton. Semelhante aos álbuns de Aja e Gaucho, um grande número de músicos de estúdio foi empregado, com o encarte creditando um total de 31 músicos. Durante uma entrevista de rádio no programa Off the Record em 1983, Fagen revelou que apesar de ter considerado a música como um dos seus pontos fortes, e que inicialmente as canções do álbum lhe vieram facilmente, ele começou a lutar sem o seu co-escritor Walter Becker. Essa dificuldade de compor se transformou em um longo bloco de notas depois que o álbum foi finalizado. Suas demos para o álbum foram principalmente compostas em teclados e em uma bateria eletrônica e permaneceram sem letras, para permitir a alteração no estúdio.
The Nightfly é um dos primeiros exemplos de gravação totalmente digital na música popular. Katz e Fagen já haviam experimentado gravações digitais para o álbum do Steely Dan, Gaucho, mas que acabou sendo totalmente analógico. Nichols conduziu experimentos e descobriu que as gravações digitais soavam melhor do que as gravadas em fita magnética. O álbum foi gravado usando os gravadores de 32 e 3 trilhas da 3M. Nichols construiu uma nova bateria eletrônica, a Wendel II - uma continuação do Wendel original, que foi empregado no álbum Gaucho. O novo modelo foi atualizado de 8 bits para 16 bits e "plugado diretamente nas máquinas digitais da 3M, para que não houvesse degradação" no som. Problemas com a tecnologia persistiram no início, particularmente no que diz respeito ao alinhamento das máquinas 3M. Representantes da 3M tiveram que ser chamados para alinhar as máquinas, mas eventualmente Fagen e Nichols se cansaram disso. Nichols e os engenheiros Jerry Garsszva e Wayne Yurgelun tiveram aulas na sede da 3M em Minnesota, e voltaram sabendo como alinhar as máquinas. "Eu estava pronto para me transferir para o analógico e desistir dele em várias ocasiões, mas minha equipe de engenharia continuou falando comigo", lembrou Fagen. Eles praticavam uma forma inicial de "compilação" dos vocais de Fagen - que eles chamavam de "bater no computador" - em que ele gravava múltiplas tomadas e os engenheiros selecionavam as melhores linhas de cada cena. Em "Walk Between Raindrops", eles combinaram uma
linha de baixo tocando em um teclado e em um contra-baixo. Dobrar linhas de baixo "se tornaria prática comum em muitos registros", segundo o escritor James Sweet.
Embora os projetos anteriores do Steely Dan fossem frequentemente gravados ao vivo, Fagen optou por fazer overdub em cada parte separadamente para o álbum. Tornou-se extremamente difícil, entre esta abordagem e a nova tecnologia, gravar o álbum. O pianista Michael Omartian "objetou fortemente" quando Fagen o encarregou de "definir o ritmo" da faixa-título por conta própria, com nada além de um metrônomo. Em outra ocasião, Fagen "exigiu sutis diferenças temporais entre as partes de piano da esquerda e da mão direita" em "Ruby Baby". O efeito que ele desejava era alcançado com Omartian e Greg Phillinganes tocando juntos no mesmo teclado. [sem fontes] Para os "ruídos da festa" em "Ruby Baby", a equipe suspendeu um microfone do teto do Studio 54 - logo ao lado do estúdio em que estavam trabalhando - e gravou uma das "festas de negócios" de Jerry Rubin. Insatisfeitos com os resultados, o grupo realizou uma festa no estúdio e incluiu esse ambiente na música. Larry Carlton toca guitarra na maior parte do álbum e gravou suas partes em quatro dias. Durante seu tempo com o grupo, ele descobriu um zumbido vindo de seu amplificador. Os engenheiros descobriram a fonte do lado de fora do prédio: um imã grande "que fazia parte do sistema de metrô de Nova York." Em um exemplo,um cheiro estranho permeava o estúdio na Soundworks. A equipe do estúdio "estripou" o estúdio, removendo o ar-condicionado, o carpete e o console de gravação até descobrir a causa do cheiro: um rato morto em um cano de escoamento. As sessões freqüentemente se estendiam pela noite adentro; Fagen costumava se referir a isso como "estar no trem da noite". No final, o álbum levou oito meses para ser gravado, e foi mixado em 10 dias.

## Composição
The Nightfly é considerado mais jazzístico do que o trabalho anterior de Fagen com o Steely Dan, e suas letras são mais melancólicas e nostálgicas do que sarcásticas. Fagen queria que suas letras tivessem "o mínimo de ironia possível", e seu objetivo era fazer um álbum que fosse divertido de se ouvir. Como muitas das canções vêm de um ponto de vista adolescente, ele esperava que elas mantivessem "uma certa inocência". Walter Becker foi responsável pelos elementos mais sarcásticos das letras do Steely Dan, e muitos escritores consideraram sua ausência a razão para o clima "quente e nostálgico" do álbum. Outra diferença entre o álbum e o seu trabalho com Becker é que ele mantém um foco em um "determinado período [ou] motivo", de acordo com Fagen. Embora insista nas notas do álbum que é uma peça autobiográfica, ele minimizou essa noção em uma entrevista posterior: "Não sou eu exatamente. É um caráter composto de mim mesmo, do que eu me lembro e das pessoas que conhecia. Além disso, inclui meus sentimentos em retrospecto."
De acordo com Sam Sutherland, escrevendo para a Billboard, as músicas de Fagen "brilham com harmonias de jazz e alternadamente balançam, embaralham ou pulam para um samba." [sem fontes] Will Fulford-Jones, em sua avaliação do álbum no livro 1001 Discos para Ouvir Antes de Morrer, considerou irônico no sentido de que, enquanto a temática do álbum concentra-se em um tempo mais simples, a sua produção soou como um moderno álbum do Steely Dan. [sem fontes] Fagen realizou uma "propensão para a faixa de bateria perfeita", e vários bateristas são creditados no álbum, às vezes na mesma música. Por exemplo, James Gadson e Jeff Porcaro estão presentes em "I.G.Y.", com o primeiro tocando tarola, bumbo e chimbalu, e o último tocando o tom-tom. Ainda assim, algumas músicas contêm a bateria eletrônica Wendel II. Fagen temia que os ouvintes encontrassem algum tipo de plágio em suas letras, então ele alterou a letra em "The Goodbye Look" - "Atrás dos grandes casinos perto da praia" - já que esse trecho "lembrou-o de uma linha de um poema bem conhecido". Ele também estava preocupado que as letras da "linha final" na faixa-título estivessem muito próximas do noticiário noturno Nightline.

## Canções
O álbum abre com "I.G.Y.", cujo título se refere ao "Ano Internacional da Geofísica", um evento que aconteceu de julho de 1957 a dezembro de 1958. O I.G.Y. foi um projeto científico internacional que promoveu a colaboração entre os cientistas do mundo. As letras de Fagen fazem referência, do ponto de vista da época, a uma visão otimista de conceitos futuristas como cidades movidas a energia solar, um túnel transatlântico, estações espaciais permanentes e jaquetas de spandex. Fagen lembrou-se de ter ficado encantado com as perspectivas de um "futuro reluzente" e esperava dar um olhar otimista para ele. O título de "Green Flower Street" é uma "homenagem ao clássico do jazz On Green Dolphin Street." "Ruby Baby" foi feita após a versão da canção dos Drifters. Para a reescrita de "Ruby Baby", ele ouviu vários registros da década de 1950 para "obter uma atmosfera geral do período". "Maxine" faz referência às harmonias dos grupo The Four Freshmen, e gira em torno de uma " versão extremamente idealizada do romance do ensino médio ". A música foi criada a partir de uma faixa de bateria de Ed Greene resgatada de outra música, onde não estava funcionando.
"New Frontier" segue um "adolescente desajeitado" convidando uma garota para ir ao abrigo nuclear de sua família para um encontro particular. "The Nightfly", a música-título, já foi descrita pelo escritor norte-americano Arthur Phillips como um "retrato de um DJ de fim de noite em Baton Rouge, recebendo telefonemas lunáticos de ouvintes enquanto silenciosamente lutava contra sua própria solidão e arrependimento". De acordo com Fagen, a música "usa muitas imagens do blues: a fórmula do cabelo recebe o nome de Charley Patton, o antigo guitarrista do Delta Blues, e o nome do Mount Belzoni vem de outra velha letra do blues: 'Quando o julgamento está em Belzoni / Não há necessidade de gritar e chorar. " The Goodbye Look "alude à popularidade da bossa nova nos anos 60. A canção é um "conto de revolta militar em uma ilha do Caribe." A última música, "Walk Between Raindrops", tem origens em um conto folclórico judaico. Foi a última música a ser gravada, e tomou forma "quase como uma reflexão tardia", segundo o escritor Sweet.

## Capa e Contra-Capa do Álbum
A capa do álbum apresenta uma foto de Donald Fagen como um DJ, vestindo uma camisa de gola e gravata, falando em um microfone RCA 77DX. Na frente dele há uma mesa giratória (modelo de 16 polegadas dos anos 50, com um braço de Para-Flux A-16), um cinzeiro, uma caixa de fósforos e um maço de cigarros Chesterfield King. Visível na mesa com o toca-discos, é a capa do álbum de jazz de 1958, Sonny Rollins and the Contemporary Leaders  (um dos álbuns favoritos de Fagen). Na parede atrás há um grande relógio, indicando que são 4:09 da madrugada. Um anúncio na Billboard pouco antes do lançamento do álbum descreveu a capa do álbum: "Às 4:09 da manhã, o silêncio e a escuridão tomaram conta da cidade. O único som é a voz de The Nightfly". Fagen apareceu na capa do álbum, apesar de sua natureza reclusa. "Era um álbum autobiográfico, então parecia que eu também poderia ir a público com ele", disse ele. A capa foi filmada no apartamento de Fagen no Upper East Side de Manhattan pelo fotógrafo James Hamilton. Duas fotos foram organizadas porque, no primeiro, o microfone RCA estava voltado para a direção errada. Gale Sasson e Vern Yenor são creditados pelo design da capa. [sem fontes]
Em suas memórias, Eminent Hipsters, Fagen observa que a figura da capa "não deveria ser um substituto para nenhum DJ de jazz em particular", mas observou algumas personalidades do período que contribuíram para a criação: Ed Beach, Dan Morgenstern. Martin Williams, RD Harlan, "Symphony Sid" Torin, e o que Fagen considerou como seu "homem principal", Mort Fega, do WEVD. "Ele era descontraído, experiente e franco, o tio legal que você queria ter." [sem fontes] Na época do lançamento do álbum, ele lembrou que o jazz lhe oferecia uma fuga dos adultos em sua vida: "Quando eu vi 'ET', percebi que o ET no meu quarto era meu disco do Thelonious Monk. Tudo o que ele representava era totalmente de um jeito não mundano, embora ao mesmo tempo o jazz para mim parecesse mais real do que o ambiente em que eu estava vivendo." Robert J. Toth, do The Wall Street Journal, escreveu:" A capa acrescenta outra camada de autobiografia. Na frente, vemos o Sr. Fagen como um DJ de corte de equipe no turno da noite. a parte de trás é sua audiência, uma única janela iluminada em uma fileira de casas de campo - ou talvez o artista quando jovem, bebendo inspiração. " Robert Palmer, do The New York Times, continuou nessa linha de pensamento: "Dentro, há um adolescente com o ouvido ao lado de um rádio portátil. Ele está tocando suavemente, então seus pais não vão acordar, e ele mal consegue ouvir os sons através da estática. [...] O adolescente foi Donald Fagen. "

## Lançamento
The Nightfly foi lançado em 1 de outubro de 1982 em vinil e cassete. Também foi lançado em seu primeiro formato digital pré-gravado, através de cassetes de formato VHS e meia polegada, emitidos pelo Mobile Fidelity Sound Lab. Além disso, um fólio correspondente para o álbum foi lançado pela Cherry Lane Music em fevereiro de 1983. Foi amplamente disponível em CD em 1984; a pesquisa de um leitor conduzida pela revista Digital Audio no ano seguinte classificou entre os melhores lançamentos da época, ao lado de Security (1982) de Peter Gabriel (outra gravação totalmente digital) e Born in the USA (1984) de Bruce Springsteen. No entanto, as primeiras cópias de CD eram fabricadas a partir de mestres de terceira e quarta geração. Nichols descobriu isso quando recebeu um telefonema de Stevie Wonder, que lhe disse que seu CD de The Nightfly parecia "engraçado". Nichols escreveu um ensaio na revista Recording Engineer and Producer, criticando a aparente descuido das gravadoras na fabricação do formato então nascente. The Nightfly foi reeditado em vários formatos de disco quatro vezes nos últimos anos, cada vez com uma mixagem multicanal: em DVD-Audio em 2002, em DualDisc em 2004, em MVI em 2007 e em SACD híbrido multicanal na série Warner Premium Sound da Warner. Japão em 2011.
Após a conclusão do álbum, Fagen entrou em terapia e, mais ou menos, caiu fora da vista do público. Em seu livro de memórias, Eminent Hipsters, ele escreve que "os ataques de pânico que eu costumava ter quando criança retornavam, apenas agora acompanhados de pensamentos mórbidos e paranoia, grande momento". Ele permaneceu paralisado durante boa parte do restante dos anos 80, "tomando antidepressivos" e quase incapaz de sobreviver todos os dias. [39] Ele chegou a ver The Nightfly como a culminação de "qualquer tipo de energia que estivesse por trás da escrita que eu vinha fazendo nos anos 70." Ele recusou pedidos de apresentações televisivas, optando apenas por entrevistas na rádio e na imprensa. Embora ele sugerisse que pudesse fazer shows menores em Nova York, Fagen não fez turnê nenhuma antes de The Nightfly. Ele expôs seu estado mental após a conclusão do álbum:
“Eu queria fazer um álbum autobiográfico, e eu realmente coloquei tudo o que eu sabia no álbum Nightfly. E depois disso, eu não estava realmente inspirado para fazer nada. Eu caí em um pouco de depressão por um tempo. Eu acho que, como muitos artistas, especialmente no mundo da música, eu era jovem e bem-sucedido, basicamente, ainda era uma adolescente. Comecei a abordar algumas dessas coisas com The Nightfly, e fiquei com muito medo depois de terminar; Eu senti que tinha me exposto de uma forma que eu não estava acostumada a fazer, e eu meio que me retirei psicologicamente disso. "

Em 2006, Fagen afirmou que "eu não escutei The Nightfly desde que eu fiz isso."

## Recepção Crítica
The Nightfly foi recebido com avaliações quase universalmente positivas. A Billboard o classificou como o melhor álbum no primeiro mês de lançamento, chamando-o de "estréia impressionante" e elogiando sua "equipe de craques e produção digital nítida". David Fricke escreveu na Rolling Stone que " Donald Fagen conjura um mundo onde todas as coisas são possíveis, mesmo para um garoto trancado em seu quarto. ”[sem fontes] Robert Christgau, escrevendo para o The Village Voice, deu ao álbum um A e comentou:“ essas músicas estão entre as melhores de Fagen [. ..] suas letras agudamente sombreadas colocam a música mais jazzística que ele já comprou em vinil em um contexto que como tudo aqui é amoroso, mas muito claro. "[sem fontes] Robert Palmer do The New York Times chamou The Nightfly de" vívido e freqüentemente engenhoso olhar para trás em um mundo que se foi para sempre. Seu som é brilhante e contemporâneo, mas as referências ao espírito e à música dos anos em que o Sr. Fagen estava crescendo podem ser encontradas em quase todas as músicas. "
Charles Shaar Murray, da NME, chamou-o de "um álbum que não dilui tanto a esperteza ártica do Dan como aquecê-lo, soltá-lo e apresentá-lo em um novo contexto". Paul Strange no, Melody Maker, que apelidou o álbum de "chatice. O que fez do Dan uma banda importante do início dos anos 70 foi substituído por um cogumelo de fundo ultra-slick e sem inspiração." Revisões posteriores permaneceram positivas. Jon Matsumoto escolheu-o para um editorial "Clássico da Semana" no Los Angeles Times em 1994, chamando-o de "álbum pop elegante", elogiando a "vívida tapeçaria lírica" e a música "ritmicamente efervescente". Jason Ankeny da AllMusic considerou The Nightfly como "exuberante e cintilante, produzido com um toque cinematográfico de Gary Katz; romantizado mas nunca sentimental ... trabalhado com estilo e sofisticação impecáveis." [sem fontes] Bud Scoppa, em uma resenha da Trilogia Nightfly (uma reedição dos três primeiros álbuns de estúdio de Fagen), escreveu que eles estão "unidos não apenas por sua sofisticação, mas também por uma sensação de nostalgia pelo que foi irremediavelmente perdido." O álbum foi incluído entre os 1001 álbuns que você deve ouvir Antes de morrer em 2006. Em 2010, L'Osservatore Romano, da Cidade do Vaticano, selecionou The Nightfly como um dos seus 10 álbuns oficiais.

### Prêmios
O álbum foi indicado a sete prêmios no 25º Grammy Awards em 1983, incluindo Álbum do Ano e Melhor Gravação Avançada - Não Clássica. "I.G.Y." recebeu a maioria das indicações, incluídas nas listas de Canção do Ano, Melhor Performance Vocal Pop, Masculino e Melhor Vocal (s) de Acompanhamento Instrumental, enquanto "Ruby Baby" recebeu um aceno de Melhor Arranjo Vocal. Além disso, Gary Katz foi nomeado para o Produtor do Ano.